# Stefan Vladislav II.
Stefan Vladislav II. (srpska ćirilica: Стефан Владислав II) (1280. – nakon 1326.) bio je kralj Srijema 1316. – 1325. te princ Srbije.
Bio je sin srpskog kralja Stefana Dragutina i njegove supruge Katarine te unuk kralja Stjepana V. i nećak Ane Arpadović, bizantske carice.
1292. je dobio Slavoniju od kralja Ugarske Karla Martela, svog bratića, sina kraljevne Marije.
Nakon smrti kralja Ugarske i Hrvatske Andrije III., Stefan je bio mogući nasljednik trona.
Nakon smrti svog oca, Stefan Vladislav je postao kralj Srijema, ali ga je dao zatočiti njegov stric, Stefan Uroš II. Milutin.
Milutin je umro 1321. te je Vladislav bio oslobođen. Car Mihael Asen III. je podupirao Vladislava, koji je bio u lošem odnosu sa svojim bratićem, Stefanom Urošem III. Dečanskim.

## Brak
Vladislav se oženio Konstancijom Morosini, kćerju Mihaela Morosinija. Moguće je da su imali djecu.
Vladislav je umro u Mađarskoj poslije 1326.